# 苏尔茨巴赫-罗森贝格
苏尔茨巴赫-罗森贝格（德語：Sulzbach-Rosenberg，發音：[ˈzʊltsbax ˈʁoːzn̩bɛʁk] ⓘ）是德国巴伐利亚州上普法尔茨行政区安贝格-苏尔茨巴赫县的城市，曾是苏尔茨巴赫-罗森贝格县的县治，面积53.12平方千米，2023年12月31日人口为19,548人。

## 友好城市
- 德国 埃施韦勒（2019年）